# 大阪市立天王寺第二商業高等学校
大阪市立天王寺第二商業高等学校（おおさかしりつてんのうじだいにしょうぎょうこうとうがっこう）は、かつて大阪府大阪市天王寺区烏ヶ辻2-9-37にあった公立の商業高等学校。1992年度より、扇町第二商業高等学校、新船場高等学校、西第二商業高等学校とあわせて大阪市立の定時制商業高校4校との統合により、大阪市立中央高等学校となった。

## 概要
- 大阪市立天王寺商業高等学校の定時制課程という形で置かれていた。

## 沿革
- 1912年 大阪高等商業学校同窓会立大阪実践商業学校[注 2]を置く。
- 1933年3月24日 大阪市立実践商業学校に改組。
- 1937年4月1日 天王寺第二商業学校に改組される。
- 1945年 6月15日 戦災により校舎が焼失する。度年7月8日、勝山国民学校に校舎を移転。
- 1948年 4月1日 学制改革により大阪市立天王寺第二商業高等学校が開校。定時制商業科を置く。
- 1959年 4月12日 校舎を大阪市天王寺区烏ヶ辻に移転。
- 1991年 この年度の入学生をもって生徒募集を終了。生徒数：男女あわせて140[1]。
- 1992年 扇町第二商業高等学校、新船場高等学校、西第二商業高等学校とあわせて大阪市立の定時制商業高校4校との統合により、大阪市立中央高等学校となる。
- 1995年3月31日 閉校。

## 設置学科
- 定時制課程
  - 商業科

## 校訓
- 不撓不屈[2][3]
- 温故知新[2][3]

## 校歌
- 大阪市立天王寺第二商業高等学校校歌：松本喜一が作詞、高丘哲夫が作曲をした[2][4]。

## クラブ活動
- 野球部、陸上部、登山部、ソフトボール部があった[2][5]。

## 出身者
- 2代目 笑福亭鶴光：落語家
- 林家小染 (4代目)：落語家（中退）
- 服部良一：作曲家（大阪市立実践商業学校）

## 卒業後の進路
- 在学者の多くは、勤労生徒で在学中に勤務していた職場を継続する人や新たに就職する人など、卒業後は高等教育機関に進学する人はごくわずかだった。1972年度卒業生の進学者は男3（うち四年制大学二部が1、短期大学第二部が2）、女10（短期大学第一部が1、短期大学第二部が9）というデータが残されている[6]。